# Blumenthaler Aue
Die Blumenthaler Aue ist ein rechter 12,7 km langer Nebenfluss der Weser, der bei Bremen-Blumenthal mündet.

## Verlauf, Einzugsgebiet
Sie entspringt in Niedersachsen östlich von Schwanewede-Brundorf, fließt von dort Richtung Westsüdwesten und nimmt von rechts die Brundorfer Beeke und die Eggestedter Beeke auf, ändert südlich von Schwanewede-Eggestedt ihren Verlauf nach Südwesten, nimmt von rechts das Wasser des Eckhofsgrabens auf und verläuft dann ungefähr entlang der Landesgrenze zwischen Niedersachsen und Bremen nach Süden. Im Anschluss verläuft sie durch das Gebiet von Bremen-Blumenthal weiter nach Süden, nimmt dabei an der Burg Blomendal von links die Beckedorfer Beeke auf und mündet schließlich über ein Schöpfwerk in die Weser.
Das Wassereinzugsgebiet der Blumenthaler Aue beträgt rund 43 km². Der größte Teil liegt mit 60 % in Niedersachsen. 40 % befinden sich in Bremen.

## Wasserwirtschaft
Das Wassereinzugsgebiet der Blumenthaler Aue dient zugleich der Trinkwassergewinnung, wobei etwa 20 % des gewonnenen Wassers aus der Versickerung im Bereich des Fließgewässers stammen. Seit 1928 erfolgt die Trinkwassergewinnung zentral über das Wasserwerk Blumenthal. 
Die verbreitete landwirtschaftliche Nutzung im Einzugsgebiet hat Auswirkungen auf die Gewässerqualität, was sich insbesondere im Frühjahr und im Herbst anhand von Untersuchungen des Wasserwirtschaftsamtes Bremen nachweisen ließ.

## Ökologie
Entlang des Ufers der Blumenthaler Aue befinden sich überwiegend Wald- und Grünflächen. 
Wie viele Gewässer in Deutschland wurde auch die Blumenthaler Aue Mitte des 20. Jahrhunderts begradigt und teilweise durch ein Rohrsystem geführt. Ab den 1980er Jahren wurden Renaturierungsmaßnahmen geplant, die im Jahre 2008 abgeschlossen wurden. Diese Maßnahmen wurden vom Land Bremen, dem Landkreis Osterholz sowie von der Europäischen Union und dem Land Niedersachsen finanziert.